# Lex rei sitae
La Lex rei sitae rappresenta uno dei criteri di collegamento del diritto internazionale privato. 
Tale criterio, utilizzato in genere in materia di possesso, proprietà e diritti reali, individua, quale legge applicabile alla fattispecie concreta, la norma (ovvero la lex) propria del luogo in cui le cose si trovano (in latino, appunto, rei sitae).